# Wiktoryn Treter
Wiktoryn Baltazar Spirydion Treter herbu własnego – kapitan wojsk polskich, powstaniec listopadowy, właściciel ziemski.

## Życiorys
Wiktoryn Baltazar Spirydion Treter wywodził się z rodziny nobilitowanej w Polsce 1669 i używającej herbu własnego. Jego przodkiem był kanonik Tomasz Treter. Był wnukiem Mikołaja (zm. 1775) oraz synem Baltazara (major gwardii litewskiej, zm. 1819) i Salomei z domu Gniewczyńskiej. Miał brata Aleksandra (zm. 1855).
W stopniu kapitana uczestniczył w powstaniu listopadowym 1830. Otrzymał Order Virtuti Militari.
W trakcie Wiosny Ludów 1848 objął stanowisko wiceprezesa Wydziału Ekonomicznego Rady Narodowej obwodu tarnowskiego. Był członkiem Stanów Galicyjskich. 
Był właścicielem dóbr Niwki, jednym ze współwłaścicieli Zgłobic, a razem ze swoim bratankiem Hilarym Treterem władał dobrami Zalipie.
Jego pierwszą żoną była Leokadia z domu Łodyńska herbu Jastrzębiec, z którą miał córkę Józefę Małgorzatę (została żoną jego bratanka, Hilarego Tretera). Jego drugą żoną została baronówna Maria Lassolay, z którą miał córkę Aleksandrę (wzg. Olgę, została żoną Henryka Hallera de Hallenburg).
Został pochowany w Zbylitowskiej Górze.